# Askanisches Gymnasium

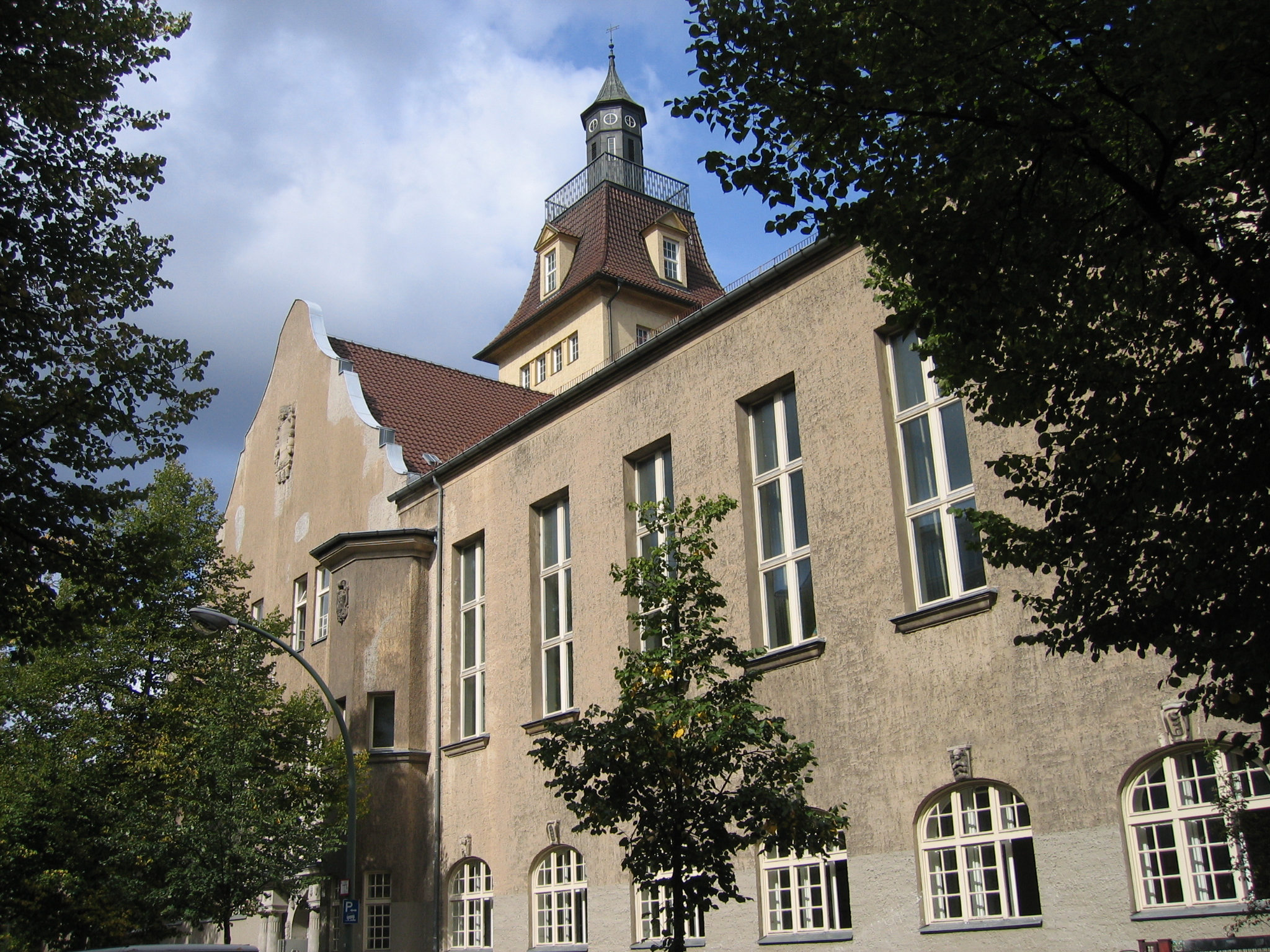
Schulgebäude in der Tempelhofer Kaiserin-Augusta-Straße

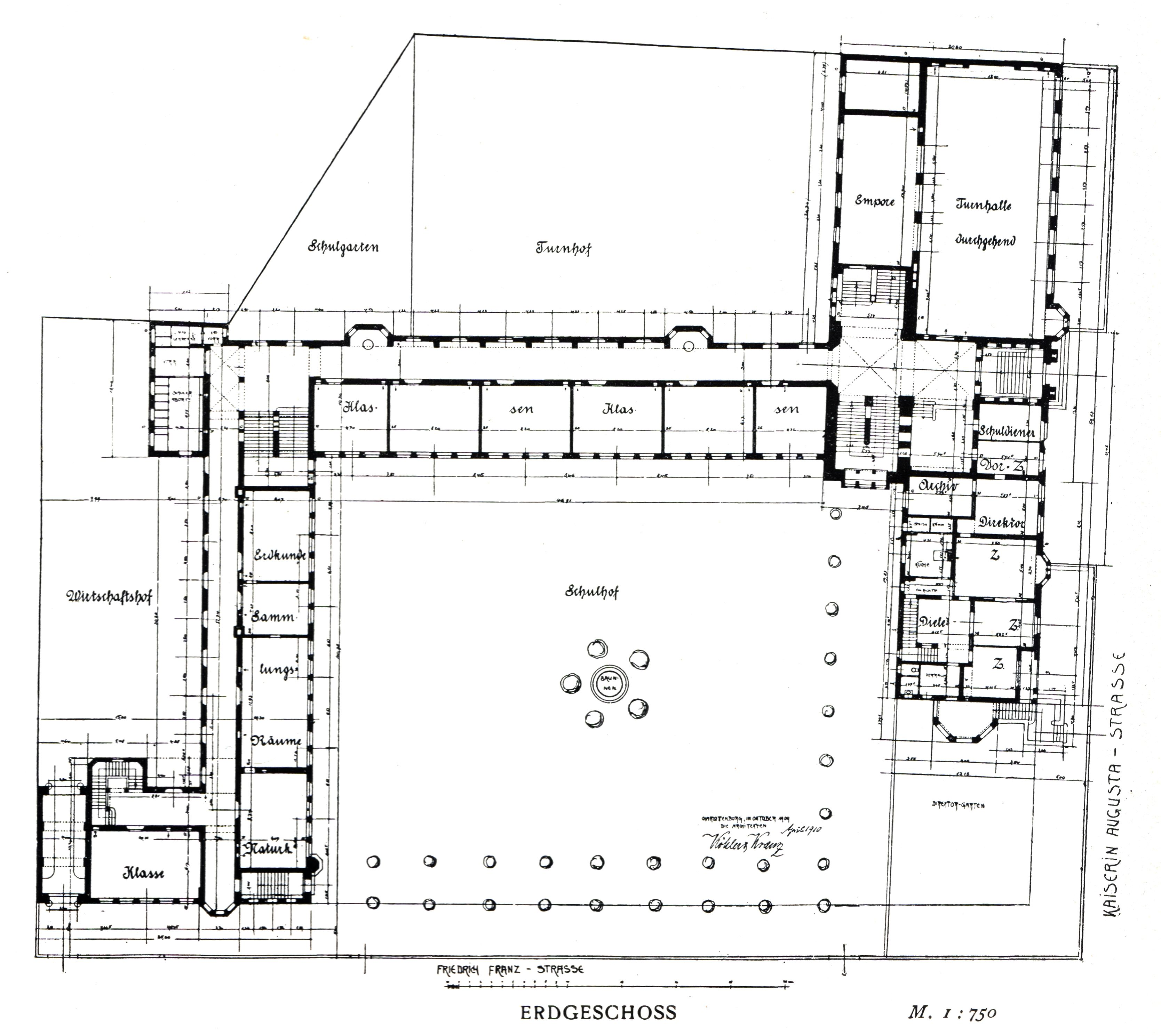
Tempelhofer Reformrealgymnasium, Grundriss des Erdgeschosses (1913)

Das Askanische Gymnasium ist eine Schule im Berliner Bezirk Tempelhof-Schöneberg (Ortsteil Tempelhof). 1875 wurde die Schule in der Berliner Friedrichsvorstadt unter dem Namen Ascanisches Gymnasium gegründet, und zwar im Gebäude Hallesche Straße 24–26. Sie wurde ab 1929 nach Tempelhof verlegt, mehrfach mit anderen Gymnasien und Reformgymnasien vereinigt und umbenannt. Nach 1945 hieß sie Askanische Oberschule, wurde aber 2012 wieder in Askanisches Gymnasium zurückbenannt.

## Geschichte
1875 wurde die Schule als Gymnasium, also als eine altsprachliche Eliteschule, gegründet. Sie lag in der Halleschen Straße 24–26 in der Berliner Friedrichsvorstadt. Sie wurde nach dem nahe gelegenen Askanischen Platz benannt. Erster Direktor war Woldemar Ribbeck. Das Lehrerkollegium setzte sich aus 15 Kollegen zusammen; die drei Vorschulklassen besuchten 159 Schüler, die sieben Gymnasialklassen 441 Schüler.
In der Halleschen Straße blieb das Askanische Gymnasium bis 1929. Dann wurde es aufgrund der starken Abwanderung aus den Wohnbezirken der Innenstadt mit dem Tempelhofer Gymnasium zusammengelegt, das sein Domizil am Wittelsbacherkorso in Berlin-Tempelhof, der heutigen Boelckestraße, hatte. Dort wurde es am 9. April 1929 mit einer Feierstunde als Vereinigtes Askanisches und Tempelhofer Gymnasium eröffnet.
Ende August 1943 wurde „die Aska“ (wie sie im Schülermund heißt) wegen der Bedrohung durch den Luftkrieg geschlossen und die jüngeren Schüler in das damalige Reichsprotektorat Böhmen und Mähren (heute Tschechien) evakuiert, und zwar in „KLV-Lager“, zunächst auf den Hostein in Mähren, dann in die Salesianer-Anstalt nach Freistadtl bei Zlin und schließlich in den Ort Schüttenhofen (Sušice). Die älteren Schuler blieben als Flakhelfer in Berlin und erhielten eingeschränkten Unterricht in ihren Flakunterkünften. Anlässlich ihrer anschließenden Einberufung zum Reichsarbeitsdienst oder zur Wehrmacht erhielten sie ein Notabitur zuerkannt.
Nach dem Zweiten Weltkrieg wurde es im September 1945 an die Kaiserin-Augusta-Straße 19/20 verlegt und mit der ehemaligen Leo-Schlageter-Schule vereinigt. Das dortige Schulgebäude wurde 1911 für das Reformrealgymnasium Tempelhof eingeweiht, 1938 umbenannt in Leo-Schlageter-Schule. Die Schule blieb auch nach 1945 ein Gymnasium, wurde aber aus schulpolitischen Gründen in Askanische Oberschule umbenannt und war eine Oberschule wissenschaftlichen Zweigs (OWZ). Im September 2012 wurde sie in Askanisches Gymnasium rückbenannt, da sie sonst nicht als Gymnasium identifiziert werden konnte.

## Schulwappen
Das Schulwappen zeigt ein Schachbrettwappen mit neun Feldern in Schwarzweiß (ursprünglich zwölf Felder, ältester Beleg 1917), unter der Überschrift „Aska“. Dieses Schulwappen geht offenbar auf den 1904 gegründeten Gymnasial-Ruder-Verein Ascania zurück, dessen beide ersten Boote Askania und Hohenzollern hießen. Das Wappenschild leitete sich ab vom Wappen der Hohenzollern, den Nachfolgern der askanischen Markgrafen von Brandenburg. Auf der (für ganz Tempelhof) ab 1949 einheitlichen Schulsportbekleidung (schwarze Hosen mit weißen Randstreifen und weiße Hemden mit einem schwarzen Bruststreifen) wurde das Wappen auf dem Bruststreifen getragen. Die oft erfolgreichen Boote der Ruderriege führten das Wappen als Wimpel. Bei besonderen Anlässen wurde das Wappen auch auf Fahnen gezeigt (Aufnahmezeremonie der 7. Klassen, Schulsportmeisterschaften).

## Zusammenarbeit
In der Gymnasialen Oberstufe arbeitet das Askanische Gymnasium mit dem Eckener-Gymnasium und dem Luise-Henriette-Gymnasium zusammen.

## Fremdsprachen
Als erste Fremdsprache wird Englisch fortgeführt.
Als zweite Fremdsprache wählen die Schüler ab Klasse 7 Spanisch oder Französisch.
Das Erlernen einer dritten Fremdsprache ist freiwillig. Hier werden Latein, Spanisch und Chinesisch angeboten.

## Trivia
1968 wurde in der Schule der Film Die Lümmel von der ersten Bank (2. Teil) gedreht, bei dem einige Schüler als Edelkomparsen mitwirkten, darunter mit einer kleinen Sprechrolle der spätere Historiker Hasso Spode.
Im Jahr 1865 fand der Geologe Albrecht Kunth (1842–1871) in einer Kiesgrube an der Stelle der heutigen Schule in Tempelhof „über 200 verschiedene Arten fossiler Lebewesen, darunter das nach ihm benannte Leitfossil der ersten Zwischeneiszeit, die Schnecke ‚Paludium diluviana Kunth‘“ Mit diesen Funden konnte Kunth die Eiszeitforschung wesentlich befördern. Eine Berliner Gedenktafel am Gymnasium erinnert an den bereits mit 29 Jahren verstorbenen Kunth und seine Forschung.

## Schulleiter
- 1875–1902 Woldemar Ribbeck (1830–1902), Altphilologe
- 1902–1922 Adolf Busse (1856–1942), Altphilologe
- 1924–1929 Eugen Suhle
- 1929–1933 Bernhard Hausmann
- 1933–1938 Heinrich Nagel
- 1938–1941 Fritz Blohmer
- 1941–1945 Joachim Wolff (gest. 1945)
- 1945–1948 Wilhelm Gedigk (1890–1963)
- 1948–1956 Victor Herold (1890–1956), Historiker
- 1956–1965 Georg Franz
- 1965–1986 Günter Hannemann (1925–2005), Germanist
- 1986–1992 Manfred Schacher (1928–2019)
- 1992–2012 Ulrich Forwergck
- seit 2013 Claudia Draude[6]

## Bekannte Lehrer
- Adolf Schumann (1838–1895)
- Adolf Trendelenburg (1844–1941)
- Otto Gruppe (1851–1921)
- Max Carl Paul Schmidt (1853–1918)
- Willy Lademann (1884–1976) unterrichtete 1913–1914
- Erich Lindemann (1888–1945), unterrichtete 1919–1924

## Bekannte Schüler

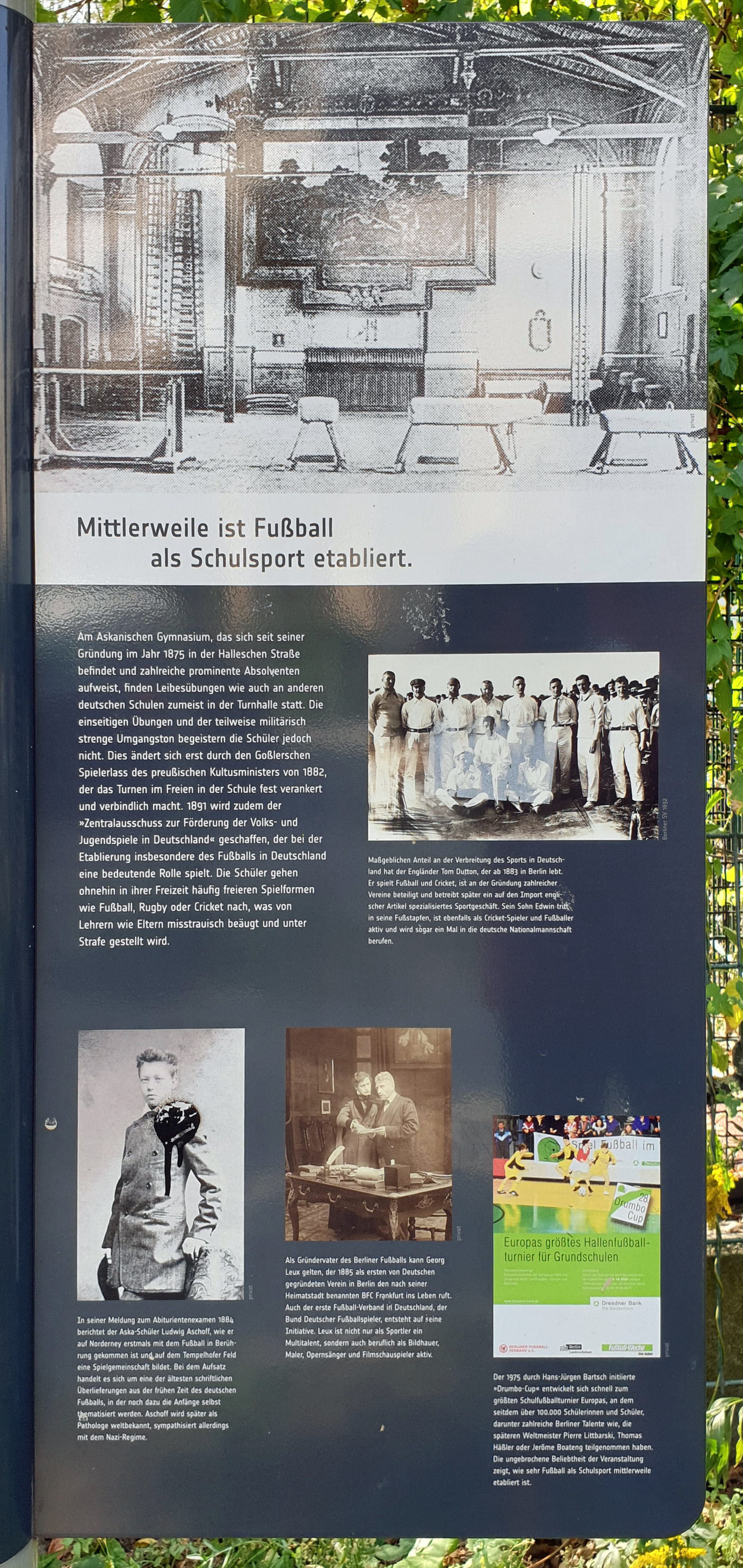
Gedenktafel an der Halleschen Straße, in Berlin-Kreuzberg

- Manfred von Ardenne (1907–1997), Physiker
- Selmar Aschheim (1878–1965), Gynäkologe, Endokrinologe, Nobelpreiskandidat
- Ernst von Aster (1880–1948), Philosoph
- Julius Bab (1880–1955), Kulturhistoriker, Theaterkritiker
- Fritz Corsing (Cohn) (1888–1961), Jurist, Regierungsbeamter und Schriftsteller
- Ludwig Lachmann (1906–1990), Ökonom
- Hans Baluschek (1870–1935), Maler
- Carl Friedrich Wilhelm Behl (1889–1968), Landgerichtspräsident, Philologe, Archivar von Gerhart Hauptmann
- Erwin Blumenfeld (1897–1969), Fotograf, Autor
- Herbert von Borch (1876–1961), Diplomat
- Paul Citroen (1896–1983), Maler, Zeichner, Fotograf
- Jonas Cohn (1869–1947), Philosoph, Pädagoge, Psychologe
- Gudrun Doll-Tepper (* 1947), Sportwissenschaftlerin
- Rudi Dutschke (1940–1979), Studentenführer, Soziologe
- Kurt Eisner (1867–1919), Politiker (SPD, USPD)
- Georg Rosenthal (1874–1934), Klassischer Philologe und Pädagoge
- Waldemar Erfurth (1879–1971), Militärhistoriker und Offizier
- John T. Essberger (1886–1959), deutscher Marineoffizier und Reeder
- Werner Forßmann (1904–1979), Medizin-Nobelpreisträger
- Ernst Ginsberg (1904–1964), Schauspieler, Regisseur
- Paul Graener (1872–1944), Komponist, Dirigent, NS-Kulturfunktionär
- Paul Grosser (1880–1934), Kinderarzt und Medizinwissenschaftler, Vater des Politikwissenschaftlers, Soziologen und Publizisten Alfred Grosser
- Gerd Heinrich (1896–1984), Entomologe, Zoologe und Forschungsreisender
- Kurt Hiller (1885–1972), Schriftsteller
- Willy Hoppe (1884–1960), Historiker und Rektor der Berliner Universität
- Heinrich Eduard Jacob (1889–1967), Schriftsteller, Journalist
- Lutz Lehmann (1927–2019), deutscher Journalist
- Gert Leisersohn (1919–1941), Bäcker, zwangsweise von der Schule entfernt und im Holocaust ermordet
- Walter Liebenthal (1886–1982), Philosoph und Sinologe, Abitur 1904
- Jacques Loeb (1859–1924), deutsch-amerikanischer Biologe
- Rudolf Löb (1877–1966), deutsch-jüdischer Bankier
- Rainer Malkowski (1939–2003), deutscher Lyriker
- Ernst Mangold (1879–1961), Arzt, Ernährungs- und Agrarwissenschaftler, Hochschullehrer
- Horst Milde (* 1938), deutscher Leichtathlet und Marathonorganisator
- Herbert Ostwald (* 1960), Dokumentarfilmer, Journalist
- Fritz Perls (1893–1970), Psychoanalytiker, Begründer der Gestalttherapie
- Fritz J. Raddatz (1931–2015), Schriftsteller, Literaturkritiker, Feuilletonist, Verlagslektor
- Elgar von Randow (1904–1977), deutscher Diplomat
- Arthur Rosenberg (1889–1943), marxistischer Altphilologe, Historiker und Politiker
- Walther Schotte (1886–1958), Journalist, Historiker und Schriftsteller
- Hasso Spode (* 1951), Historiker und Soziologe
- Konstantinos Tzikas (Greckoe) (* 1986), Rapper
- Anne Wis (* 1976), Model und Schauspielerin
- Heinz Westphal (1924–1998), Politiker (SPD)
- Paul Wiedenfeld (1868–1940), Landrat, Abgeordneter des Hannoverschen Provinziallandtages
- Alfred Wolfenstein (1883–1945), expressionistischer Lyriker und Dramatiker